# تيد هيندريكس
تيد هيندريكس (بالإنجليزية: Ted Hendricks؛ بالإسبانية: Ted Hendricks) هو لاعب كرة قدم أمريكية غواتيمالي وأمريكي، ولد في 1 نوفمبر 1947 في مدينة غواتيمالا في غواتيمالا.

## وصلات خارجية
- الموقع الرسمي
- تيد هيندريكس على موقع مرجع كرة القدم المحترفة.كوم (الإنجليزية)
- تيد هيندريكس على موقع قاعة فلوريدا للمشاهير الرياضية (الإنجليزية)
- تيد هيندريكس على موقع قاعة كاليفورنيا للمشاهير الرياضية (الإنجليزية)